# Янаульське міське поселення
Янау́льське міське поселення (рос. Янаульское городское поселение) — муніципальне утворення у складі Янаульського району Башкортостану, Росія. Адміністративний центр та єдиний населений пункт — місто Янаул.

## Населення
Населення — 25361 особа (2019, 26924 в 2010, 27909 в 2002).